# (7343) Ockeghem
(7343) Ockeghem es un asteroide perteneciente al cinturón de asteroides descubierto el 4 de abril de 1992 por Eric Walter Elst desde el Observatorio de La Silla, Chile.

## Designación y nombre
Ockeghem se designó al principio como 1992 GE2.
Más adelante, en 1997, fue nombrado en honor del compositor belga Johannes Ockeghem (1420-1497).

## Características orbitales
Ockeghem orbita a una distancia media de 2,192 ua del Sol, pudiendo alejarse hasta 2,498 ua y acercarse hasta 1,887 ua. Tiene una excentricidad de 0,1394 y una inclinación orbital de 3,96 grados. Emplea en completar una órbita alrededor del Sol 1186 días. El movimiento de Ockeghem sobre el fondo estelar es de 0,3037 grados por día.

## Características físicas
La magnitud absoluta de Ockeghem es 13,9 y el periodo de rotación de 3,755 horas.